# Хака (хоккейный клуб)
«Хака» — профессиональный испанский хоккейный клуб из одноимённого города. Выступает в Испанской хоккейной суперлиге. Основан в 1972 году. Домашний стадион клуба — Ледовый стадион Хака.

## История
Хоккейный клуб «Хака» из одноимённого города в Арагоне был основан в 1972 году. Один из шести клубов-основателей испанской суперлиги, наряду с «Реал Сосьедадом», «Барселоной», «Мадридом», «Вальядолидом» и «Пучсердой».
В 1984 году «Хака» впервые принял участие в Кубке европейских чемпионов. В первом раунде команда уступила бухарестскому «Стяуа».
В 2008 году в Хаке была построена новая ледовая арена вместимостью 2 000 человек. Клуб несколько раз выступал в Континентальном кубке по хоккею с шайбой.

## Достижения клуба
- Испанская хоккейная суперлига
  - Победители (13) : 1984, 1991, 1994, 1996, 2001, 2003, 2004, 2005, 2010, 2011, 2012, 2015, 2016.

- Кубок Короля Испании по хоккею
  - Обладатели (15) : 1985, 1988, 1989, 1993, 1995, 1996, 1998, 2001, 2002, 2003, 2006, 2011, 2012, 2013, 2017.

## Форма

Форма клуба